# Brendan Fehr
Pour les articles homonymes, voir Fehr.
Brendan Fehr est un acteur canadien né le 29 octobre 1977 à New Westminster en Colombie-Britannique.
Il est connu pour ses rôles de Michael Guerin dans la série télévisée américaine Roswell et du Jake Baron dans Baron+Toluca.

## Biographie
Brendan Fehr est né en 1977 à New Westminster au Canada. Il a deux sœurs plus âgées que lui Angela et Shana.
Il a fait beaucoup de sport dans sa jeunesse, dont le patinage sur glace, ce qui lui servira lors de sa prestation dans le téléfilm Duo de glace, duo de feu en 2010.
Depuis son tout jeune âge, il souhaite devenir comptable par amour des chiffres. En 1989, il change de voie et veut devenir professeur.
Durant son adolescence, il travaille en tant que mannequin pour des catalogues. Lors d'un voyage à Vancouver afin de rendre visite à sa famille, il décide d'intégrer une agence de management. Là-bas, on lui fait remarquer qu'il pourrait avoir un avenir professionnel dans le monde de la télévision.

### Carrière
En moins d'une semaine, il obtient un rôle dans Classe Croisière. Puis s'enchaînent pour lui des rôles dans de nombreuses séries jusqu'à l'obtention du rôle de Michael Guerin dans la série Roswell.
Après l’arrêt de cette dernière, il rejoint la distribution de la série policière, Les Experts : Miami. Il y interprète un spécialiste en informatique et analyse de contenu audio/vidéo. Par la suite, on le retrouve dans quelques épisodes de Bones dans le rôle de Jared Booth, le petit-frère de Seeley.
Il a également tourné dans plusieurs petits films et quelques pubs.

### Vie privée
Il est sorti quelques années avec son ex-petite amie à l'écran de Roswell, Majandra Delfino.
En 2006, il épouse Jennifer Rowley, avec qui, il a trois filles : James Olivia, née le 26 mars 2008, Ellison Jane, née le 23 janvier 2011 et Ondine Carda Kitty, née en janvier 2013.

## Filmographie

### Cinéma
- 1998 : Hand d'Adam Rodin : Hart
- 1998 : Comportements troublants de David Nutter : un élève
- 1999 : Christina's House de Gavin Wilding : Eddie Duncan
- 2000 : Destination finale de James Wong : George Waggner
- 2001 : Kill Me Later de Dana Lustig : Billy
- 2001 : Les Vampires du désert de J.S. Cardone : Nick
- 2002 : Long Shot de Colby Johannson : Danny
- 2002 : Station sauvage de Anne Wheeler : Simon Herron
- 2003 : Biker Boyz de Reggie Rock Bythewood : Stuntman
- 2003 : Nemesis Game (en) de Jesse Warn (en) : Dennis Reveni
- 2004 : Sugar (en) de John Palmer : Butch
- 2004 : Childstar (en) de Don McKellar : Chip Metzger
- 2005 : Un long week-end de Pat Holden : Ed Waxman
- 2006 : Le Temps des retours (en) de Bruce McCulloch : Paul, fiancé de Chloé
- 2007 : The Fifth Patient (en) de Amir Mann : Vince Callow
- 2008 : Au-delà de la voie ferrée (en) de A. D. Calvo (en) : Josh
- 2011 : Fort McCoy (en) : Sergent Dominic Rossi
- 2011: X-Men : Le Commencement de Matthew Vaughn : un soldat américain
- 2012 : Silent Night : Le père Noël tueur : l'adjoint du shérif Kevin Jordan
- 2013 : 13 Eerie : Daniel
- 2014 : Roswell FM : Jay Rathbone
- 2014 : Zarra's Law (en) : Gaetano
- 2014 : Only I… : Orion Smith
- 2014 : Les Gardiens de la Galaxie de James Gunn : Un soldat
- 2019 : Wander d'April Mullen : Nick Cassidy
- 2019 : Représailles : La Traque sauvage (en) de David Hackl : Larsen

### Télévision

#### Séries télévisées
- 1997 : Classe Croisière, épisode 24, Tortillas d'un soir : Price Montague
- 1998 : Night Man, épisode  It Came From Out of the Sky : Eric
- 1998 : Millennium, épisode 14 Les Aliénés du diable  : Kevin Galbraith
- 1999 : Millennium, épisode 11, Lésions de guerre : Nick Carfagna
- 1999 : La Nouvelle Famille Addams, épisode 36, Romance d’adolescente : Sam Sedgwick
- 1999 - 2002 : Roswell : Michael Guerin
- 2005 - 2008 : Les Experts : Miami, saisons 4 à 6 : Dan Cooper
- 2008 : Samurai Girl : Jake Stanton
- 2008 - 2010 : Bones,  saisons 4 et 5 : Jared Booth
- 2010 : Les Experts : Manhattan, Dernier combat : Al Branson
- 2011 - 2012 : Nikita, épisodes  Le Fait du prince et  Cœur de cible : Stephen
- 2013 : Longmire, épisode  Carcasses : Greg Collette
- 2014 - 2017 : Night Shift : Dr Drew Alister
- 2016 - 2017 : Better Call Saul : Captain Bauer
- 2017 : Wynonna Earp : Ewan Allenbach (saison 2)

#### Téléfilms
- 1998 : Piège sur Internet : Alan
- 1998 : De parfaits petits anges : Mitch Furress
- 1999 : Passe-temps interdits : Barry Bennett
- 2010 : Duo de glace, duo de feu : James McKinsey
- 2010 : Une famille sous l'avalanche (en) : Michael Webster
- 2011 : Grossesse en danger : David Rose
- 2011 : Coup de foudre pour Noël : Adam Hughes
- 2012 : Adoption à risques : Kevin Anderson
- 2013 : Invasion sur la Lune (en) : Dr Lance Krauss
- 2014 : Divorce sous surveillance : Tyler Jordan
- 2017 : Un Noël en cadeau : Ryan McKee
- 2018 : Un Noël sous les projecteurs : John Ryan
- 2021 : Un Prince en cadeau : Prince Aiden